# Josef Kremláček
Josef Kremláček (5. března 1937 Třebíč – 22. června 2015 Třebíč) byl český malíř a knižní ilustrátor, narodil se a žil v Třebíči.

## Život
Josef Kremláček se narodil v roce 1937 v Třebíči, v letech 1952–1956 studoval Školu uměleckých řemesel v Brně (u Jana Bruknera a Otakara Zeminy). V letech 1956-1964 působil jako propagační grafik v Pardubicích a následně i v Třebíči a mezi lety 1964 a 1970 vystudoval filmovou grafiku na Vysoké škole uměleckoprůmyslové v Praze (u Adolfa Hoffmeistera), v letech 1964–1970 byl členem surrealistické skupiny LAKOSTE v Brně a v letech 1965–1971 byl členem Centre international de l'actualité fantastique et magique. Byl členem skupin Stir up, Sdružení Bienále Brno a Sdružení výtvarných umělců Vysočiny. Jeho práce byly vystaveny na 50 samostatných výstavách a na více než 250 kolektivních výstavách.
Ilustroval knihy pro mnoho zahraničních titulů, včetně japonských. Rád říkával, že umění je z 90 % píle a jen z 10 % talent. Toto jeho životní motto hojně sděloval svým žákům na umělecké škole. Věnoval se primárně olejomalbě, kolážím, litografii, užité grafice, propagační grafice, knižní grafice a ilustracím pro děti.
Jak vyplývá z lokálního deníku, Josef Kremláček zemřel náhle ve věku 78 let. Datum smrti bude stanoveno okolo 22. června 2015.
V roce 2015 získal in memoriam druhé nejvyšší ocenění Kraje Vysočina a to skleněnou medaili Kraje Vysočina.
K nedožitým osmdesátinám byla v nově vzniklé galerii Tympanon pod Muzeem Vysočiny Třebíč uspořádána výstava, kde byly vystaveny obrazy i ilustrace Josefa Kremláčka. 
Dne 1. září 2019 bylo oznámeno, že město Třebíč koupilo od dědiců Josefa Kremláčka malířovo dílo (1200 obrazů a jiných děl), celková cena byla 420 tisíc Kč. O umístění teprve bude rozhodnuto.

## Ocenění
- Seznam děl v Souborném katalogu ČR, jejichž autorem nebo tématem je Josef Kremláček
- 1967 – 3.cena v soutěži Vyhledávací konkurs mladých ilustrátorů
- 1970 – cena VŠUP Praha za animovaný film Hymna noci
- 1979 – cena Lidového nakladatelství za knihu Kaňkáč řádí v abecedě
- 1990 – čestné uznání Svazu rakouských knihkupců za knihu Der vergessene Türke
- 1992 – Zlatá stuha za knihu Korejské pohádky
- 1995 – Zlatá stuha za knihu Kouzla studánkové víly